# (137295) 1999 RB216
(137295) 1999 RB216, cũng được viết là (137295) 1999 RB216, là một vật thể ngoài Sao Hải Vương nằm trong vành đai Kuiper, một khu vực của Hệ Mặt Trời. Thiên thể này được phân loại là twotino vì nó nằm trong cộng hưởng quỹ đạo 1: 2 với hành tinh Hải Vương tinh. Nó có cường độ tuyệt đối là 7,4 và có đường kính ước tính khoảng 146 km. (137295) 1999 RB216 được phát hiện vào ngày 8 tháng 9 năm 1999 bởi các nhà thiên văn học Chad Trujillo, David Jewitt và Jane Lưu.

## Quỹ đạo
Quỹ đạo của (137295) 1999 RB216 có độ lệch tâm là 0,289, có bán trục lớn hơn là 47.283 AU và thời gian quỹ đạo khoảng 332 năm. Perihelion của nó lấy nó ở khoảng cách 33.640 AU từ Mặt trời và aphelion của nó ở 60.926 AU.